# ألكسندرا فانديرنو
ألكسندرا فانديرنو هي ممثلة بلجيكية ولدت في 19 سبتمبر 1965.

## وصلات خارجية
- ألكسندرا فانديرنو على موقع IMDb (الإنجليزية)
- ألكسندرا فانديرنو على موقع ألو سيني (الفرنسية)
- ألكسندرا فانديرنو على موقع أول موفي (الإنجليزية)
- ألكسندرا فانديرنو على موقع قاعدة بيانات الأفلام السويدية (السويدية)
- ألكسندرا فانديرنو على موقع قاعدة بيانات الفيلم (الإنجليزية)
- ألكسندرا فانديرنو على موقع كينوبويسك (الروسية)